# Tollundgaard Golf Park
Tollundgaard Golf Park er beliggende på Tollundgaard i det naturskønne område Tollund mellem Silkeborg og Ikast. Tollundgaard Golf Park har Tollundgaard Golfklub tilknyttet. Derudover findes ligeledes Tollundgaard Put and Take og Tollundgaard Minigolf på stedet. Der er mulighed for at afholde selskaber, samt overnatning i værelser. I 2019 åbnede autocamperplads.
Er man interesseret i nærmere at bese stedet, så er der en 5km afmærket vandrerute Tollundgaard Park Trail.
Tollundgaard Golf Park blev stiftet som selskab i 2007, men Tollundgaards historie går meget længere tilbage i historiebøgerne. Den topografiske forfatter Jens Peter Trap daterede på baggrund af kilder Tollundgaard helt tilbage til 1481. De ældste af de nuværende bygninger på stedet er fra 1885.